# Аквавива д’Арагона, Паскуале
Паскуале Аквавива д’Арагона (итал. Pasquale Acquaviva d'Aragona; 3 ноября 1718, Неаполь, Неаполитанское королевство — 29 февраля 1788, Рим, Папская область) — итальянский куриальный кардинал. Племянник кардинала Трояно Аквавива д’Арагона и внучатый племянник кардинала Франческо Аквавива д’Арагона. Кардинал in pectore с 12 декабря 1770 по 15 марта 1773. Кардинал-дьякон с 15 марта 1773, с титулярной диаконией Санта-Мария-ин-Аквиро с 3 апреля 1775 по 13 декабря 1779. Кардинал-дьякон с титулярной диаконией Санта-Мария-ин-Космедин с 13 декабря 1779 по 27 сентября 1780. Кардинал-дьякон с титулярной диаконией Сант-Эустакьо с 27 сентября 1780.